# ITV (телемережа)
ITV — комерційна телевізійна мережа у Великої Британії. Створена в 1955 році як Independent Television, конкурент BBC. Транслює телеканал ITV.
Перша та найстарша комерційна телемережа Великої Британії. Після прийняття Закону про Мовлення 1990 року ITV перейменували у Channel 3, щоб відрізняти цей канал від інших телеканалів та задля уніфікації назви каналів.
Належить публічній компанії ITV plc, яка заснована 2 лютого 2004 в результаті злиття Carlton і Granada. STV Group використовує власний бренд на території Шотландії.

## Історія
Історія ITV починається з ухвалення у 1954 році Закону про Телебачення (англ. Television Act 1954), який мав на меті скасувати монополію BBC на телевізійне мовлення. Згідно з цим законом, було створено Адміністрацію Незалежного Телебачення (англ. Independent Television Authority, ITA), яка регулювала галузь та проводила конкурси на отримання франшиз. Перший конкурс на шість франшиз було проведено у 1954 році для Лондона, центрального та північного регіонів Британії з розподілом на будні та вихідні дні. 22 вересня 1955 року у Лондоні почала мовлення перша компанія — Associated-Rediffusion, з поступовим розширенням на центральний та північний регіони у лютому та травні 1956 року відповідно. До 1962 року ITA збільшила кількість франшиз до 14, і таким чином, охопила всю територію Британії, включно з Нормандськими островами.
Мережа мовлення змінювалася за допомогою механізму аудитів франшиз, які відбувалися у 1963, 1967, 1980 та 1991 роках. Під час даних аудитів змінювалися межі регіонів та мовники. За весь час існування ITV, лише один мовник втратив франшизу внаслідок банкрутства — WWN (англ. Wales West and North Television), всі інші втратили її внаслідок аудитів. У 1968 році було скасовано окремі франшизи для вихідних днів (окрім Лондона), а згодом було створено нові франшизи на ранкове мовлення (з 6:00 до 9:25) та телетекст. У 1972 році ITA було реорганізовано у IBA (англ. Independent Broadcasting Authority) у зв'язку з ухваленням Закону про Радіомовлення (англ. Sound Broadcasting Act 1972), який створював незалежне радіомовлення. У 1990 році IBA було ліквідовано та замінено на ITC (англ. Independent Television Commission) внаслідок прийняття Закону про Мовлення (англ. Broadcasting Act 1990), який передбачав послаблення регуляції комерційного телебачення. Зокрема, було дозволено злиття компаній-мовників та покупку одних мовників іншими. Було змінено і механізм проведення конкурсів на звичайний тендер (при цьому, ITC залишала певні механізми контролю, наприклад, перевірку якості програм).
Після 1993 року мережа мовників ITV почала консолідуватися, в 2004 році всі франшизи були розподілені між п'ятьома компаніями — ITV plc (продукт злиття Carlton Communications та Granada plc), GMTV, Channel Television, UTV та STV Group plc. Станом на 2022 рік, 15 франшиз ITV розподілено між трьома компаніями — ITV plc (Північна Ірландія, Уельс та Англія), STV (Шотландія) та ITV Breakfast Broadcasting Limited (ранкове мовлення). UTV оголосила про продаж своєї франшизи та бренду ITV plc 19 жовтня 2015 року, угоду було укладено в лютому 2016 року, а у квітні 2020 року було остаточно змінено назву та оформлення.

## Устрій
Мережа ITV не належить жодній компанії, а, скоріше, являє собою ряд ліцензій, що надають послуги регіонального мовлення одночасно з правом трансляції програм по всій мережі. З 2011 року три компанії ділять між собою 15 ліцензій, в яких головну роль грає ITV Broadcasting Limited — частина ITV plc.
Мережа регулюється медіа-регулятором Ofcom, відповідальним за надання ліцензій на трансляцію. Останній огляд франшиз Channel 3 відбувся у 1991 році, з усіма дозволами операторів, що були оновлені в період з 1999 по 2002 рік, і знову від 2014 року без подальшого змагання. Поки цей період лишається найдовшим з тих, коли Мережа ITV залишилася без головного огляду ліцензій її власників, Ofcom анонсував розділення ліцензії Wales and West від 1 січня 2014, створення національної ліцензії для Уельсу та його приєднання до Westcountry Television для формування нової ліцензії Південно-Західного регіону Англії.
Усі компанії, що утримують ліцензії, були частиною некомерційної ITV мережі Network Limited, яка доручала і планувала програмування мереж, із згодою, заздалегідь керованою ITV plc і Channel Television. Проте через злиття деяких з цих компаній після створення ITV Network Limited (і враховуючи те, що Channel Television зараз є власністю ITV plc), ця мережа була замінена афіліаційною системою. Зі згодою Ofcom, ITV plc отримала широкі можливості для подальшого розвитку, а телеканали STV та UTV сплачували внески для її поширення. Усі власники ліцензій мають право самостійно формувати програму телемовлення (за винятком випусків національних новин), проте багато хто відмовляється від цього через тиск головної компанії або через обмеження ресурсів.
Як сервіс суспільного мовлення, мережа ITV зобов'язана надавати важливу для громадян інформацію, включаючи новини, поточні події, дитячі та релігійні програми. Продукція мережі повинна бути доступною: містити заголовки, підзаголовки та звуковий опис. Мережа ITV доступна на всіх платформах безкоштовно та наявна в усіх постачальників.
З моменту запуску платформи у 1998 році, усі власники ліцензій ITV отримали додатковий об'єм цифрового ефірного телебачення. Нині ці компанії можуть транслювати додаткові канали. ITV plc придбала ITV2, ITV3, ITV4 та CITV в їх регіонах. UTV and STV (раніше — Scottish Television та Grampian Television) до 2002 року вели телемовлення через власні сервіси — UTV2 в Північній Ірландії та S2 в центральній і північній Шотландії, — поки не прийняли канали компанії ITV plc. ITV Encore розпочав роботу у серпні, а ITVBe — у жовтні 2014 року.

### ITV plc
ITV plc володіє дванадцятьма з п'ятнадцяти франшиз та транслюється в Англію, Уельс, південну Шотландію, на острів Мен і Нормандські острови її філіалами — ITV Broadcasting Limited та Channel Television Limited. Компанія володіє ранковим часом (з 6:00 до 9:25), в який транслює програми Good Morning Britain та Loraine. Загальну програму ITV plc транслює під брендом ITV. Компанія також володіє ITV Studios — великим виробничим відділом, який був сформований внаслідок злиття регіональних виробничих відділів. Цей відділ виробляє близько 47 % телепрограми. Остання частина надходить здебільшого від незалежних постачальників.
Надалі ITV plc сподівається підвищити кількість оригінальних програм до 75 %.
Компанія скоротила кількість регіональних програм з 17 в 2007 році до 9 у 2009 році. Такі зміни призвели до об'єднання декількох регіонів для створення єдиної програми. Внаслідок об'єднання виникли, зокрема, Border Television та Tyne Tees Television, the Westcountry Television та інші.

### STV Group plc
STV Group plc володіє двома франшизами, покриває центральну та північну Шотландію через філіали — STV Central та STV North, та веде телемовлення під брендом STV.
Компанія мала деякі суперечки з ITV plc у питанні мережевого програмування. STV мала намір транслювати більше шотландських програм у прибуткові часи, тому у липні 2009 року компанія вилучила з ефіру ключові програми ITV plc: «Суто англійське вбивство» (англ. «The Bill»), «Суто англійські вбивства» (англ. «Midsomer Murders») та «Льюіс» (англ. «Lewis»). У вересні ITV подала позов у £20 мільйонів на STV, оскільки внаслідок порушення договору між компаніями ITV відчула значне падіння показників. Згодом STV подала зустрічний позов ITV plc у розмірі £35 мільйонів.
Суперечності не вщухали до 2011 року, допоки STV не погодилася сплатити ITV plc £18 мільйонів.

## Ліцензії
| Регіон мовлення                          | Власник ліцензії                   | Дата отримання ліцензії       | Компанія                      | Робоча назва                  | У етері                       |
| Регіональні ліцензії 3 каналу            | Регіональні ліцензії 3 каналу      | Регіональні ліцензії 3 каналу | Регіональні ліцензії 3 каналу | Регіональні ліцензії 3 каналу | Регіональні ліцензії 3 каналу |
| ---------------------------------------- | ---------------------------------- | ----------------------------- | ----------------------------- | ----------------------------- | ----------------------------- |
| Північна Шотландія                       | STV North Limited                  | 1961                          | STV Group plc                 | STV North                     | STV                           |
| Центральна Шотландія                     | STV Central Limited                | 1957                          | STV Group plc                 | STV Central                   | STV                           |
| Північна Ірландія                        | ITV Broadcasting Limited           | 1959                          | ITV plc                       | Ulster Television             | ITV                           |
| Нормандські острови                      | ITV Broadcasting Limited           | 1962                          | ITV plc                       | ITV Channel TV                | ITV                           |
| Прикордонна Англія-Шотландія             | ITV Broadcasting Limited           | 2008                          | ITV plc                       | ITV Border                    | ITV                           |
| Північно-Східна Англія                   | ITV Broadcasting Limited           | 2008                          | ITV plc                       | ITV Tyne Tees                 | ITV                           |
| Йоркшир, Лінкольншир і Північний Норфолк | ITV Broadcasting Limited           | 2008                          | ITV plc                       | ITV Yorkshire                 | ITV                           |
| Північно-Західна Англія і Острів Мен     | ITV Broadcasting Limited           | 2008                          | ITV plc                       | ITV Granada                   | ITV                           |
| Уельс і Західна Англія                   | ITV Broadcasting Limited           | 2008                          | ITV plc                       | ITV Wales ITV West            | ITV                           |
| Мідлендс                                 | ITV Broadcasting Limited           | 2008                          | ITV plc                       | ITV Central                   | ITV                           |
| Східна Англія                            | ITV Broadcasting Limited           | 2006                          | ITV plc                       | ITV Anglia                    | ITV                           |
| Лондон (будні)                           | ITV Broadcasting Limited           | 2008                          | ITV plc                       | ITV London                    | ITV                           |
| Лондон (вихідні)                         | ITV Broadcasting Limited           | 2008                          | ITV plc                       | ITV London                    | ITV                           |
| Південна і Південно-Східна Англія        | ITV Broadcasting Limited           | 2008                          | ITV plc                       | ITV Meridian                  | ITV                           |
| Південно-Західна Англія                  | ITV Broadcasting Limited           | 2008                          | ITV plc                       | ITV Westcountry               | ITV                           |
| Загальнонаціональні ліцензії 3 каналу    |                                    |                               |                               |                               |                               |
| Ранкове мовлення                         | ITV Breakfast Broadcasting Limited | 1993                          | ITV plc                       | ITV Breakfast                 | ITV                           |

## Логотипи

1998-2006
2006-2013